# Villa Pelosio

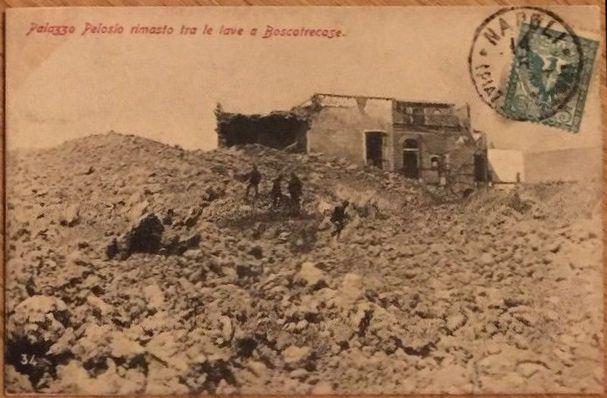
Villa Pelosio unmittelbar nach dem Ausbruch des Vesuv im Jahre 1906

Die Villa Pelosio ist ein Landhaus aus dem 17. Jahrhundert in Boscotrecase in der italienischen Region Kampanien. Sie liegt in der Via Luigi Iorio. Sie gehörte der Familie Pelosio, einer der alten Adelsfamilien des Ortes.

## Geschichte
Die Villa wurde im 17. Jahrhundert erbaut und zählt heute zum architektonischen Erbe des Ortes.
1906 wurde das Landhaus beim Ausbruch des Vesuv beschädigt.
In den ersten Jahrzehnten des 20. Jahrhunderts gehörte die Villa Giuseppe Pelosio (1853–1953?), einem bedeutenden Journalisten des Mattino di Napoli, der mit Giovanna Grizzuti (1858–?) verheiratet war und mit ihr fünf Kinder hatte, Lidia, Leopoldo, Luigi, Giacinta und Antonio (1893–?); letzter heiratete Olga Sorrentino, die Nichte von Prospero Sorrentino, mit der er ebenfalls fünf Kinder hatte, darunter Giovanna, die später den Gewerkschafter und Politiker Giuditto Miele heiratete. Die Schwester von Giuseppe Pelosio, Enrichetta, heiratete den Oberstleutnant Casella, den Eigentümer des Palazzo Casella, einem weiteren historischen Gebäude am Ort; das Ehepaar lebte in diesem Palast.
Das Landhaus befindet sich heute in mittelmäßigem Erhaltungszustand und wurde 2000–2002 in die Liste der bedrohten Denkmäler und Parks in Mittelsüditalien und Süditalien aufgenommen, das vom I.N.G.V., dem Zivilschutz und der Ingenieursfakultät der Universität Genua geführt wird.